# Olle Höglund
Olof Anders Höglund, född 18 februari 1923 i Svärdsjö församling, död 4 juli 2009 i Danderyds församling, var en svensk jurist, justitieråd från 1968 till 1990 och ordförande i Högsta domstolen från 1986 till 1990. Han var efter sin pensionering ansvarig utgivare för Sveriges rikes lag fram till 2003.